# Anagrus funebris
Anagrus funebris är en stekelart som beskrevs av Mathot 1968. Anagrus funebris ingår i släktet Anagrus och familjen dvärgsteklar. Inga underarter finns listade i Catalogue of Life.